# Fernando Arrabal

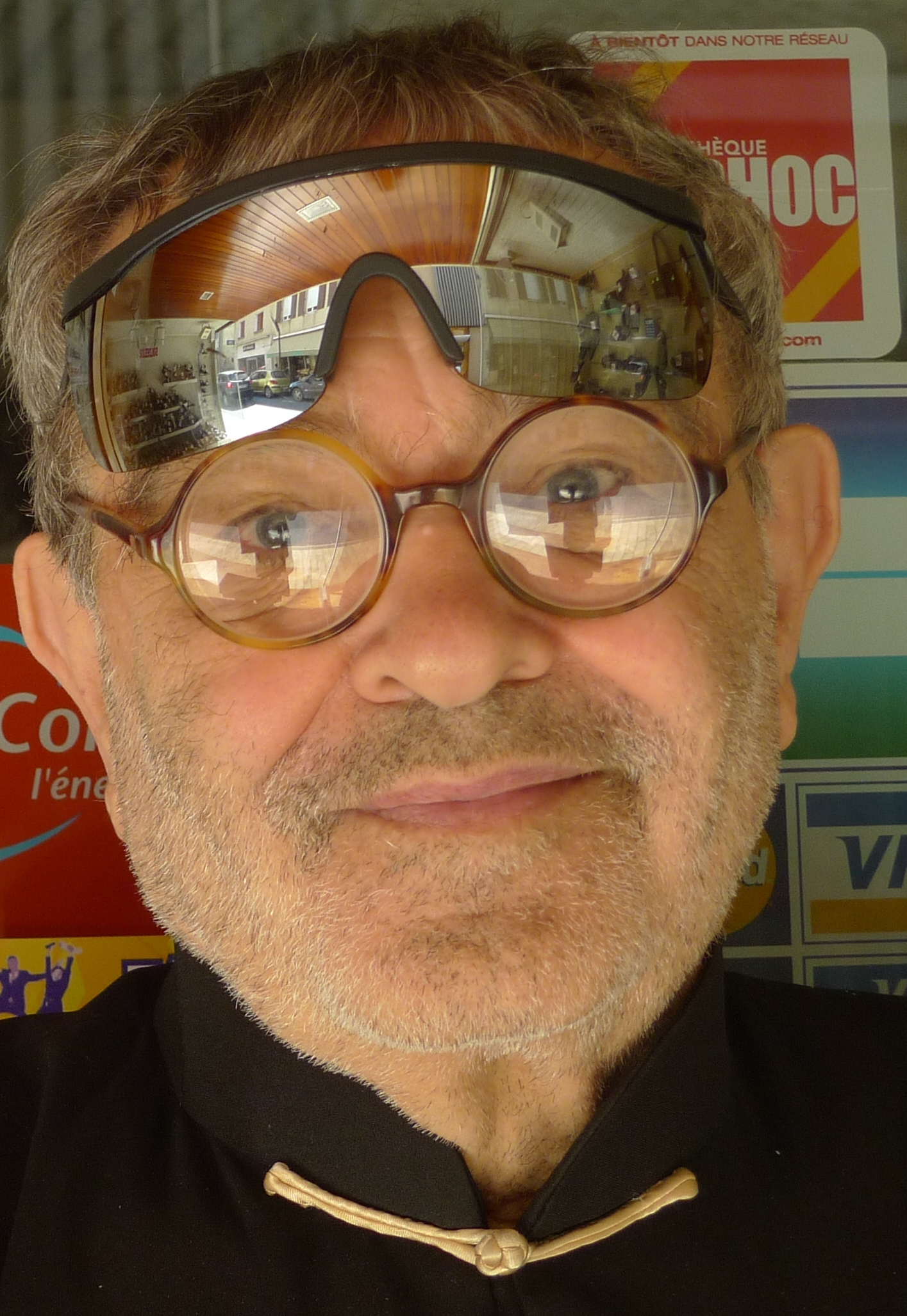
Fernando Arrabal, 2012

Fernando Arrabal Terán (Melilla, Spaans-Marokko, 11 augustus 1932) is een Spaans-Frans romanschrijver, toneelschrijver, dichter (voornamelijk Franstalig). Ook maakte hij naam als filmregisseur en scenarioschrijver.

## Leven en werk
Arrabal werd geboren als de zoon van een republikeinse officier. De gevangenneming en uiteindelijk verdwijning van zijn vader tijdens de Spaanse Burgeroorlog liet traumatische sporen na bij de kleine Fernando, mede omdat zijn moeder nooit pogingen heeft ondernomen om zijn vaders lot te achterhalen. De situatie in het Spanje van Franco zal later onderhuids als een rode draad door het werk van Arrabal blijven lopen.

### Film en opera
Arrabal staat behalve als literator ook bekend als scenarioschrijver en filmregisseur. Hij draaide zeven speelfilms, waarvan Odyssey of the Pacific (1980) met Mickey Rooney het bekendst is. Soms speelde Arrabal ook zelf mee in films.
Vanaf de jaren tachtig schreef ook libretto’s voor een aantal opera’s. In 2009 nog bracht hij in Madrid de opera “Faustball” op de planken.
Zowel zijn films als zijn literaire werken zijn veelvuldig onderscheiden, onder andere met de Spaanse Premio Nadal.

### Proza
- Baal Babylone (1959)
- L'enterrement de la sardine
- Fête et rites de la confusion
- El mono
- La tour, prends garde (1983)
- La vierge rouge
- La fille de King-Kong
- La tueuse du jardin d'hiver
- Lévitation
- Porté disparu
- L'extravagante croisade d'un castrat amoureux
- Lévitation
- Champagne pour tous

### Poëzie (selectie)
- 700 banden, onder andere geïllustreerd door Pablo Picasso, Salvador Dalí, René Magritte, Roland Topor.

Bekende bundels zijn:
- Humbles Paradis
- Pierre de la Folie

### Toneel (selectie)
- Le Tricycle (1953)
- Fando et Lis (1955)
- Pique-nique en campagne (1959)
- Guernica (1959)
- La Bicyclette du condamné (1959)
- Le Grand Cérémonial (1963)
- L'Architecte et l'Empereur d'Assyrie (1966)
- Le Jardin des délices (1967)
- Le Labyrinthe (1967)
- L'Aurore rouge et noire (1968)
- Bestialité érotique (1968)
- Le Ciel et la Merde (1972)
- Le Cimetière des voitures (1959)
- La nuit est aussi un soleil
- Jeunes barbares d'aujourd'hui
- ...Et ils passèrent des menottes aux fleurs (1969)
- La tour de Babel
- Inquisition
- Les délices de la chair
- La traversée de l'empire
- Lettre d'amour (comme un supplice chinois)

### Films
- 1968: Qui êtes-vous, Polly Maggoo?
- 1968: Le grand cérémonial
- 1970: Viva la muerte
- 1973: J’irai comme un cheval fou
- 1975: L’Arbre de Guernica
- 1976: Underground and Emigrants
- 1979: Die Hamburger Krankheit
- 1982: The emperor of Peru
- 1982: Odyssey of the Pacific
- 1992: Adieu Babylone
- 2008: La Possibilité d'une île

### Essays
- La dudosa luz del día
- Un esclave nommé Cervantès
- Le Gréco
- Goya-Dalí
- Bobby Fischer
- Echecs et mythes
- Fêtes et défaites sur l'échiquier
- Les échecs féériques et libertaires
- Le frénétique du spasme (1991)
- Lettre au général Franco
- Lettre à Fidel Castro (1984)
- Lettre à Staline
- Houellebecq!